# Scybalophagus lacordairei
Scybalophagus lacordairei là một loài bọ cánh cứng trong họ Bọ hung (Scarabaeidae).